# Mavinkurva, Honavar
Mavinkurva là một làng thuộc tehsil Honavar, huyện Uttar Kannad, bang Karnataka, Ấn Độ.